# Mirza Mustafić
Mirza Mustafić (Lussemburgo, 20 giugno 1998) è un calciatore lussemburghese con cittadinanza bosniaca, centrocampista del Bali Utd e della nazionale lussemburghese.

## Carriera

### Club
Cresciuto nel settore giovanile del Borussia M'gladbach, nel 2017 è stato aggregato alla rosa della seconda squadra, partecipante al campionato di Regionalliga. Vi è rimasto fino al 2019, quando si è trasferito all'Elversberg, con cui ha giocato altre due stagioni in Regionalliga. Nel luglio del 2021 è stato acquistato dal Fola Esch, formazione della massima serie lussemburghese, con la quale ha esordito anche nelle competizioni europee.

### Nazionale
Dopo aver collezionato una presenza con la nazionale lussemburghese Under-17 nel settembre del 2014, un mese dopo ha deciso di rappresentare la Bosnia, disputando alcuni incontri con le nazionali Under-17 ed Under-19.
Successivamente ha optato per rappresentare nuovamente il Lussemburgo, con cui ha esordito il 5 giugno 2024 nell'amichevole persa 3-0 contro la Francia.

## Statistiche

### Presenze e reti nei club
Statistiche aggiornate al 10 marzo 2022.
| Stagione                      | Squadra                       | Campionato                    | Campionato | Campionato | Coppe nazionali | Coppe nazionali | Coppe nazionali | Coppe continentali | Coppe continentali | Coppe continentali | Altre coppe | Altre coppe | Altre coppe | Totale | Totale |
| Stagione                      | Squadra                       | Comp                          | Pres       | Reti       | Comp            | Pres            | Reti            | Comp               | Pres               | Reti               | Comp        | Pres        | Reti        | Pres   | Reti   |
| ----------------------------- | ----------------------------- | ----------------------------- | ---------- | ---------- | --------------- | --------------- | --------------- | ------------------ | ------------------ | ------------------ | ----------- | ----------- | ----------- | ------ | ------ |
| 2017-2018                     | Borussia M'gladbach II        | RL                            | 25         | 2          |                 | -               | -               |                    | -                  | -                  |             | -           | -           | 25     | 2      |
| 2018-2019                     | Borussia M'gladbach II        | RL                            | 25         | 0          |                 | -               | -               |                    | -                  | -                  |             | -           | -           | 25     | 0      |
| Totale Borussia M'gladbach II | Totale Borussia M'gladbach II | Totale Borussia M'gladbach II | 50         | 2          |                 | -               | -               |                    | -                  | -                  |             | -           | -           | 50     | 2      |
| 2019-2020                     | Elversberg                    | RL                            | 13         | 0          |                 | -               | -               |                    | -                  | -                  |             | -           | -           | 13     | 0      |
| 2020-2021                     | Elversberg                    | RL                            | 8          | 0          | CG              | 1               | 0               |                    | -                  | -                  |             | -           | -           | 9      | 0      |
| Totale Elversberg             | Totale Elversberg             | Totale Elversberg             | 21         | 0          |                 | 1               | 0               |                    | -                  | -                  |             | -           | -           | 22     | 0      |
| 2021-2022                     | Fola Esch                     | DN                            | 17         | 5          | CL              | 1               | 0               | UCL+UECL           | 2+6                | 0+3                |             | -           | -           | 26     | 8      |
| Totale carriera               | Totale carriera               | Totale carriera               | 88         | 7          |                 | 2               | 0               |                    | 8                  | 3                  |             | -           | -           | 98     | 10     |

## Palmarès

### Club

#### Competizioni nazionali
- Coppa di Bosnia: 1

Sarejevo: 2024-2025